# Aleksander Tammert
Aleksander Tammert (Tartu, 2 februari 1973) is een Estische discuswerper. Naast een goed discuswerper is hij ook een goed kogelstoter. Hij is tienvoudig Estisch kampioen discuswerpen en tweevoudig Estisch kampioen kogelstoten. Hij nam vijfmaal deel aan de Olympische Spelen.

## Biografie
Na zijn uitschakeling op de Olympische Spelen van Atlanta (1996) en een negende plaats op de Olympische Spelen van Sydney (2000) behaalde Tammert op de Olympische Spelen van Athene een vierde plaats met 66,66 m. Na de dopingcontrole werd de Hongaarse winnaar Róbert Fazekas gediskwalificeerd en kreeg hij het brons toebedeeld.
Tammert behaalde vijfmaal de finale op een wereldkampioenschap. Zijn hoogste plaats bereikte hij op de wereldkampioenschappen van 2005 in Helsinki, waar hij een vierde plaats behaalde.
In 2001 versloeg Aleksander Tammert op de universiade in Peking met discuswerpen de Wit-Russen Leonid Cherevko (zilver) en Aleksandr Malashevich (brons). Op de Europese kampioenschappen van 2002 werd hij vijfde en op de EK van 2006 veroverde hij brons. Met Virgilijus Alekna uit Litouwen als winnaar en zijn landgenoot Gerd Kanter op de tweede plek stonden drie Balten op het podium.
Zijn persoonlijk record van 70,82 behaalde Tammert in 2006 en gold ook een half jaar als Estisch record. Zijn vader (eveneens Aleksander) was Europees jeugdkampioen kogelstoten in 1966.

## Titels
- Universitair kampioen discuswerpen - 2001
- Estisch kampioen kogelstoten - 1998, 2002
- Estisch kampioen discuswerpen - 1993, 1994, 1995, 1997, 1998, 1999, 2000, 2001, 2002, 2003

## Persoonlijke records
| Onderdeel    | Prestatie              | Datum         | Plaats |
| ------------ | ---------------------- | ------------- | ------ |
| kogelstoten  | 18,05 m                | 1999          |        |
| discuswerpen | 70,82 m (ex-nat. rec.) | 15 april 2006 | Denton |

## Palmares

### discuswerpen
Kampioenschappen
- 1995: 13e in kwal. WK - 58,64 m
- 1996: 11e in kwal. OS - 59,04 m
- 1997: 12e WK - 59,44 m
- 1999:  Europacup C - 62,04 m
- 1999: 10e WK - 62,29 m
- 2000: 9e OS - 63,25 m
- 2001:  Universiade - 65,19 m
- 2001:  Grand Prix Finale - 63,87 m
- 2001: 8e in kwal. WK - 61,04 m
- 2002:  Europacup C - 65,16 m
- 2002: 5e EK - 64,55 m
- 2003: 7e WK - 64,50 m
- 2003: 6e Wereldatletiekfinale - 64,02 m
- 2004:  OS - 66,66 m
- 2004:  Wereldatletiekfinale - 63,69 m
- 2005: 4e WK - 65,22 m
- 2006:  EK - 66,14 m
- 2006:  Wereldatletiekfinale - 64,94 m
- 2007: 8e WK - 64,33 m
- 2008: 12e OS - 61,38 m
- 2009: 7e in kwal. WK - 62,24 m
- 2010: 8e in kwal. EK - 60,07 m
- 2012: 12e in kwal. OS - 60,20 m

Golden League-podiumplekken
- 2000:  Weltklasse Zürich – 66,19 m
- 2004:  Meeting Gaz de France – 65,69 m
- 2004:  Memorial Van Damme – 65,84 m